# Vavuniya (district)

Situation du district de Vavuniya.

Le district de Vavuniya (tamoul : வவுனியா மாவட்டம், singhalais : වවුනියා දිස්ත්‍රික්කය) est un des vingt-cinq districts du Sri Lanka. Il est un des districts de la province du Nord, dont la capitale est la ville de Vavuniya.

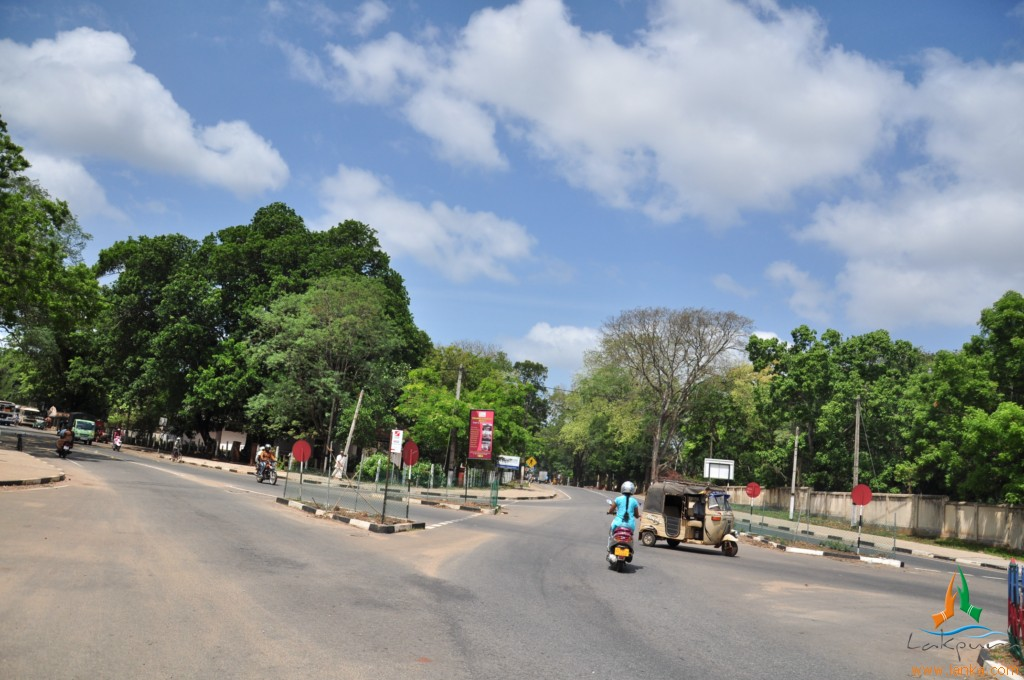
Vavuniya